# Triunghiul de Toamnă
Triunghiul de Toamnă (cunoscut și ca Triunghiul Nopților de Toamnă) este un asterism „călare” pe ecuatorul ceresc.

## Descriere
Triunghiul de Toamnă este format de trei stele relativ strălucitoare vizibile în emisfera nordică în timpul nopților de toamnă.

Aceste 3 stele, toate de magnitudine foarte apropiată de 2, sunt:
- Hamal (α Arietis) din constelația Berbecul (Aries, Ari)
- Diphda (β Ceti) din constelația Balena (Cetus, Cet)
- Alpheratz (α Andromedae) din constelația Andromeda (Andromeda, And), unul dintre cele patru vârfuri ale Marelui Pătrat al Pegasului.

Interiorul triunghiului este ocupat de constelația Peștii (Pisces, Psc). Triunghiul permite astronomilor amatori reperarea cu ușurință a constelațiilor Berbecul și Balena.
Triunghiul de Toamnă este mult mai puțin marcat decât Triunghiurile celorlalte 3 anotimpuri, toate stelele sale fiind de magnitudinea 2. Este totuși foarte vizibil întrucât Diphda ocupă o zonă lipsită de alte stele strălucitoare (exceptată fiind, în timpul maximei, steaua Mira), iar Alpheratz este steaua cea mai strălucitoare din Marele Pătrat al Pegasului.